# あいつのハンググライダー
「あいつのハンググライダー」は、西島三重子が作詞・作曲・歌唱した日本の楽曲。作詞・作曲：西島三重子、編曲：青木望、歌：西島三重子。
1987年6月から同年7月までNHKの『みんなのうた』で放送。他に日本コロムビア制作の子供向けビデオ「うたの科学館シリーズ のりものの歌　ふね・ひこうき～海ゆく仲間･空とぶ仲間～」にも収録される。
「みんなのうた」関連のCDには田中星児、かおりくみこ等によるカバー版が収録されているが、西島歌唱によるCD化は現在も行われていない。
西島は5ヶ月後の1987年12月 - 1988年1月に「にが虫おじさん」の作曲として番組に再び参加している。
再放送は初回放送から3年後の1990年2月に初めて行われ、2015年10月10日・11月7日の「みんなのうたリクエスト」でも25年ぶりに再放送された。